# Alstersport
Der Alstersport e.V. (Langname: Alstersport – Verein für inklusiven Sport in Hamburg e.V.) ist ein überregionaler Sportverein mit Sitz im Hamburger Stadtteil Bergedorf. An mehreren Standorten spricht er derzeit 176 Mitglieder (Stand: 2024) an und gehört damit zu den größeren Behindertensportvereinen im Norden Deutschlands. Mehrere seiner Mitglieder haben bereits an den Paralympics teilgenommen. 2019 wurde sein ehrenamtliches Engagement im Rollstuhlsport für Kinder und Jugendliche mit dem Werner-Otto-Preis ausgezeichnet.

## Geschichte
Der Verein wurde am 14. Mai 2014 als Verein zur Förderung des Rollstuhlsports in Hamburg gegründet. Bereits wenige Wochen später erfolgte die Umbenennung in den heutigen Namen.

## Sportarten
Alstersport bietet derzeit vier Behinderten- und Rollstuhlsportarten in über 15 wöchentlichen Gruppen an. Mehrere Sportgruppen des Vereins sind sportartübergreifend als Rehabilitationssport bei neurologischen Erkrankungen von der gesetzlichen Sozialversicherung anerkannt.

### Rollstuhlrugby
Die Abteilung Rollstuhlrugby hat ihren Trainings- und Spielbetrieb zum 30. Juni 2024 eingestellt.

### Rollstuhl-Tischtennis
Neben der Paralympics-Silbermedaillengewinnerin und mehrfachen Europameisterin Beate Schippmann und dem Paralympics-Bronzemedaillengewinner Hans-Jürgen Rehder spielen insgesamt rund 15 Mitglieder in verschiedenen Teams, darunter ein Team in der Bundesliga 2022/23.

### Para Schwimmen
Dem Verein gehören mit Janine Gallisch und Lara Simin Kirschbaum Deutsche Meisterinnen im Para Schwimmen an. 2022 hielten Schwimmerinnen des Vereins rund 15 deutsche Rekorde über unterschiedliche Strecken und Schwimmlagen auf der Lang- und Kurzbahn.

### Powerchair Ball
Mit dieser nicht-paralympischen Sportart, bei der zwei Teams in Elektrorollstühlen einen Golfball auf zwei Tore spielen, spricht der Verein Menschen an, die körperlich auf das Schwerste eingeschränkt sind. Die Sportart grenzt sich vom Powerchair Hockey, wo ein Schläger mit den Händen gehalten werden muss, durch den fest mit dem Rollstuhl verbundenen Schläger ab.

### Bewegungsspiele
Für Kinder und Jugendliche und für Menschen mit mehreren Einschränkungen bietet der Verein Bewegungsspiele und Mobilitätstrainings an und schafft mit regelmäßigen Teilnahmen an bundesweiten Veranstaltungen, zum Beispiel im Wheelsoccer, für alle Mitglieder die Möglichkeit zur Teilnahme am Wettkampfsport. Für dieses niedrigschwellige und breite Angebot wurde der Verein 2019 mit dem Werner-Otto-Preis ausgezeichnet.